# George Berkeley
George Berkeley (/ˈbɑːrkli/; phiên âm tiếng Việt: Gioóc Béccơly hay Gioócgiơ Béccơli; 12 tháng 3 năm 1685 – 14 tháng 1 năm 1753) là một nhà triết học duy tâm người Ireland. Thành tựu triết học chính của ông là việc đưa ra một học thuyết mà ông gọi là "chủ nghĩa phi vật chất" (immaterialism, sau được người khác gọi là chủ nghĩa duy tâm chủ quan (subjective idealism)). Học thuyết này, được tổng kết bởi câu châm ngôn của ông: "Esse est percipi" ("Tồn tại nghĩa là được nhận thức bằng tri giác"), cho rằng các cá nhân chỉ có thể biết trực tiếp các cảm giác và ý niệm về các khách thể, không biết về những thứ trừu tượng chẳng hạn như "vật chất". Các tác phẩm nổi tiếng nhất của ông gồm: A Treatise Concerning the Principles of Human Knowledge (Luận về các nguyên lý của tri thức con người) (1710) và Three Dialogues between Hylas and Philonous (Ba cuộc hội thoại giữa Hylas và Philonous) (1713), trong đó các nhân vật Philonous và Hylas đại diện cho chính Berkeley và John Locke - nhà triết học cùng thời với ông. Năm 1734, ông xuất bản cuốn The Analyst với nội dung phê phán các nền tảng của môn giải tích (calculus), cuốn này đã có ảnh hưởng đối với sự phát triển của ngành toán học.
Ảnh hưởng của Berkeley còn được phản ánh ở các cơ sở giáo dục và đào tạo được đặt tên theo tên ông. Cả trường Đại học California, Berkeley, và thành phố đã mọc lên quanh trường đều được đặt theo tên ông, tuy phát âm đã được biến đổi để phù hợp với tiếng Anh Mỹ.

## Tiểu sử
George Berkeley sinh vào ngày 12 tháng 3 năm 1685 trong một gia đình quý tộc nhỏ. Năm 1705, ông lập ra một hội kín để nghiên cứu triết học mới. Năm 1728, Berkeley đến Châu Mỹ với mức lương £100/năm. Thuyền ông cập cảng tại Newport, Rhode Island, và Berkeley đã mua một đồn điền ở Middletown cùng với một số nô lệ người Châu Phi để làm việc tại đồn điền, rồi sau đó ông trở về Châu Âu năm 1731. Năm 1734, ông được tấn phong và giữ chức Giám mục giáo phận Cloyne (thuộc Giáo hội Anh giáo Ireland) cho đến khi qua đời. Ông qua đời vào ngày 14 tháng 1 năm 1753 khi đang uống trà, được chôn cất và tưởng niệm ở gian giữa của nhà thờ chính tòa Christ Church ở Oxford.

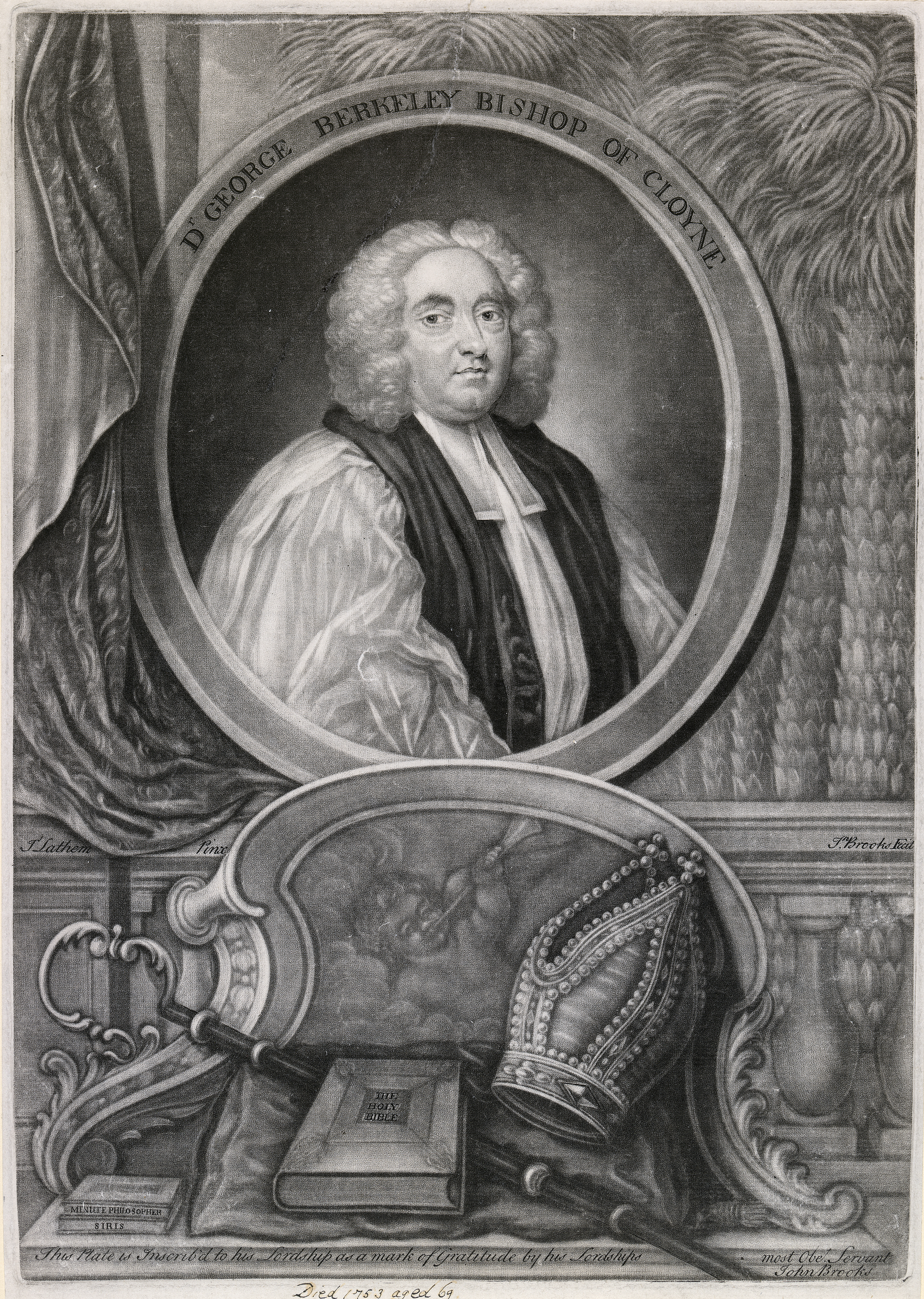
George Berkeley (1685-1753), Giám mục của Cloyne

## Sự nghiệp triết học

### Tổng quan
Nói chung, Berkeley là một nhà triết học duy tâm chủ quan nổi tiếng. Hệ thống triết học của ông được đánh giá là rất phức tạpː
- Lord Byron đã phải ca thán rằngː

| “ | Hệ thống của ông (tức Berkeley) khó hiểu tới mức các nhà thông thái không đủ sức để tranh luận với nó nhưng tin nó thì thực ra cũng rất khó khó | ” |

- Còn đây là ý kiến của Paul Henri d'Holbachː "Hệ thống kỳ cục nhất trong mọi hệ thống là hệ thống của Berkeley".

### Sự duy tâm có chủ đích[9]
Thời kỳ mà Berkeley đang sống là thời kỳ mà chủ nghĩa duy vật đang tạo ra sức mạnh lớn lao cho sự phát triển của triết học nói riêng và lịch sử thế giới nói chung. Berkeley cảm thấy đó là một sự xúc phạm tới sự cao đẹp. Và ông nghiên cứu triết học để "khôi phục trên toàn thế giới cái tinh thần đức hạnh đã bị xuyên tạc" và với luận điểm Esse est percipi (có nghĩa là "tồn tại là cảm nhận được").
Theo quan điểm của nhà triết học này, kinh nghiệm là tổng hợp những tư tưởng, biểu tượng, cảm giác của chủ thể và là cái tạo nên thế giới. Vì thế, sự vật chỉ là sự tổng hợp của những biểu tượng và được bao gói trong một cái tên. Sự vật mất đi khi cảm giác về nó không còn nữa. Một ví dụ mà chính Berkeley đưa ra để nói về điều này đó là quả anh đàoː
| “                 | Tôi nhìn thấy quả anh đào này, sờ thấy nó, nếm nó và nó có thật. Gạt bỏ cảm giác mềm dịu, mát, đắng, màu đỏ tức là tiêu diệt quả anh đào. Tôi khẳng định quả anh đào chẳng qua chỉ là sự kết hợp những ấn tượng hay biểu tượng cảm tính do các giác quan biết được, những biểu tượng ấy được lý trí kết hợp thành một sự vật (hay có một cái tên nào đấy), vì rằng mỗi biểu tượng đều được quan sát kèm theo với một biểuu tượng khác | ” |
| — George Berkeley | |   |

Từ lập luận trên, Berkeley đã đi đến một kết luậnː
| “                 | Cái giang sơn nhà trời và tất cả bộ mặt đẹp đẽ của trái đất, tóm lại tất cả các sự vật hợp thành vũ trụ, đều không tồn tại ở ngoài tinh thần. Sự tồn tại của chúng ta là ở chỗ được trí giác hay được nhận thức và do đó, nếu trong hiện thực chúng không được tôi tri giác hay không có ở một trí óc tinh thần nào khác thì tức là chúng không tồn tại hoặc là chúng tồn tại trong trí óc một linh hồn vĩnh viễn nào đó | ” |
| — George Berkeley | |   |

Như vậy, tất cả mọi cái mà con người vẫn xem là tồn tại khách quan ở bên ngoài té ra chỉ là hiện tượng cảm giác của con người. Nhưng con người của Berkeley không phải là con người tổng quát mà là con người cụ thể, vì vậy, "trong vũ trụ này chỉ có mỗi mình tôi, vũ trụ hiện thân nhờ có tôi".
Để duy trì tư tưởng duy tâm như trên, đầu tiên Berkeley đi theo chủ nghĩa duy ngã. Nói như thế tức là ông đi theo chủ nghĩa duy tâm chủ quan (đơn giản là mọi sự vật tồn tại là nhờ cảm giác của con người). Và nếu John Locke có gì không vừa ý với Berkeley thì đó là việc Locke chia chất có trước và chất có sau. Theo Berkeley, cả hai đều thuộc về sự chủ quan của con người mà thôi. Locke khẳng định rằng chất có trước gồm quảng tính, hình dạng và chuyển động đều mang tính khách quan. Nhưng Berkeley lại không nghĩ thế. Những cái đó không thuộc về sự vật mà nó thuộc về sự tổng hợp cảm giác của con người. Berkeley còn lưu ý rằng thị giác không cho chúng ta biết độ chuẩn xác về hình dạng của sự vật. Cùng một sự vật thì có lúc ta cảm thấy to, có lúc ta cảm thấy nhỏ. Berkeley đưa ra một kết luận nữa là "sự vật và cảm giác có cùng một bản chất, vì thế không thể tách rời nhau".
Tuy nhiên, nhà duy tâm nổi tiếng Berkeley lại xa rời chủ nghĩa duy tâm khách quan theo thời gian. Ông chuyển sang lập trường chủ nghĩa duy tâm khách quan khi thừa nhận vĩnh cửu và các chủ đề nằm ngoài bản thân ông. Cái vĩnh cửu đó không gì khác hơn là Thượng đế.
| “                 | Có một tinh thần vĩnh cửu phổ biến khắp nơi, tinh thần ấy nhận thức và bao trùm tất cả mọi vật, nó vạch ra cho mắt của chúng ta thấy những sự vật ấy như những sự phù hợp với những quy tắc mà chính nó định ra và do đó mà chúng ta định nghĩa đó là quy luật của tự nhiên | ” |
| — George Berkeley | |   |

Tại sao lại có sự chuyển biến như thế? Đó là bởi Berkeley đã nhận chức giáo chủ giáo hội Anh. Nếu ông thừa nhận rằng Chúa tồn tại do ông cảm nhận được thì điều đó thật là xúc phạm đối với những người trong đạo. Đơn giản vì họ tôn thờ Chúa. 

### Quan niệm về vật chất[10]
Với một người coi trọng duy tâm như Berkeley, ông quan niệm thế nào về vật chất? Nên hiểu vật chất ở đây là vật chất nói chung.
Có một câu cầu khấn đã nói lên suy nghĩ của nhà triết học này đối với vật chấtː
| “                 | Người hãy chứng giám cho con rằng con đã và mãi mãi hoàn toàn tin tưởng vào sự không tồn tại của vật chất | ” |
| — George Berkeley | |   |

Thế là quá rõ. Berkeley tin rằng vật chất không tồn tại. Theo ông, thế giới chỉ gồm những sự vật đơn lẻ, vì thế khái niệm vật chất chỉ là một danh từ trừu tượng. Berkeley dõng dạc tuyên bốː
| “                 | Hãy quẳng bỏ thực thể vật chất và hãy hiểu vật thể là những gì trực tiếp nhìn thấy và sờ thấy. | ” |
| — George Berkeley |                                                                                                |   |

Việc chủ nghĩa duy tâm phê phán chủ nghĩa duy vật và ngược lại là điều không có gì mới trong lịch sử triết học, như quyết liệt như Berkeley thì không có mấy ai làm được. Điều này cho thấy chủ nghĩa đảng phái trong triết học không phải là hình thức (Thế mới có chuyện Platon muốn đốt hết tác phẩm của Democritus). Berkeley không giấu giếm mục đích loại bỏ vật chấtː
| “                 | Tất cả các hệ thống quái gở của họ (ám chỉ đến những nhà duy vật) đều phụ thuộc vào thực thể vật chất một cách rõ rệt và tất nhiên, cho nên nếu như lật cái hòn đá tảng ấy đi thì toàn bộ lâu đài sẽ nhất định phải sụp đổ tan tành | ” |
| — George Berkeley | |   |

Chủ nghĩa duy vật lúc này là bạn đồng hành của giai cấp tư sản trong cuộc đấu tranh chống phong kiến chuyên chế và thần học. Epicurus, Thomas Hobbes, Baruch Spinoza và nhiều cái tên sẽ được nhớ tới bởi Berkeley với sự hằn học nhất định. Họ là những biểu hiện của kẻ thù xấuu xa của tôn giáo. Các vị đã đánh thức cuộc đời thực của con người mà con người là một sinh vật thực sự có tồn tại thực trong thế giới vật chất, bản thân con người cũng là một bộ phận của giới tự nhiên. Do vậy, con người không phải là hình ảnh mô phỏng của Chúa. Và các nhà duy vật này đã phản bác Chúa rất nhiều. Một trong những ý kiến nổi tiếng phản bác Chúa là của Spinozaː Thực chất, Chúa cũng chỉ là giới tự nhiên mà thôi. Và tất nhiên, chủ nghĩa duy vật đi với vô thần. Để "bảo vệ" tất cả, Berkeley đã bác bỏ vật chấtː
| “                 | Chúng ta hãy từ bỏ vật chất và các nguyên nhân vật chất và chỉ thừa nhận tác dụng của linh hồn hoàn thiện và hoàn mỹ thì như vậy mọi hiện tượng của tự nhiên há chẳng rõ ràng và dễ hiểu sao? | ” |
| — George Berkeley | |   |

Berkeley lại nêu ra rằng tất cả các tư tưởng "không khêu gợi cho các độc giả thực tâm tin vào sự hiện diện của Chúa và không kính nể Chúa cũng như không thừa nhận rằng sự hoàn thiện tối cao của bản chất con người là ở việc nhận thức và thực hiện các giáo lý trong Phúc âm" là các tư tưởng đáng bị loại bỏ.

### Nhận thức luận[11]
Đối với Berkeley, phủ nhận vật chất đi đến phủ nhận nội dung khách quan của chân lý là một điều đương nhiên. Theo nhà triết học này, chân lý là sự phù hợp giữa suy diễn của chủ thể với sự vật đang tồn tại trên thực tế. Tiêu chuẩn để thẩm định tri thức, theo ông, là tính rõ ràng của tri thức cảm tính, tính đơn giản và dễ hiểu, tính tương đồng của nhiều cảm giác, tính thừa nhận của nhiều chủ thể và sự phù hợp tuân theo ý Chúa. Khi tri thức đáp ứng một trong các tiêu chuẩn này thì đó là tri thức đúng. Trong đó tiêu chuẩn thuận theo ý Chúa là tiêu chí được đặt lên hàng đầu.

## Ảnh hưởng
Quan niệm duy tâm chủ quan của Berkeley đã ảnh hưởng không nhỏ đến David Hume và những người theo chủ nghĩa hiện sinh.

## Tác phẩm[7]
- Kinh nghiệm về lý thuyết thị giác mới (1709)
- Tiểu luận về những nguyên lý của tri thức con người (1710)
- Ba cuộc đối thoại giữa Hylas và Phinolous (1713)
- Nhà phân tích hay nhà suy luận dành cho nhà toán học vô đao (1734)
- Xiềng xích (1744)
- Tồn tại là cảm nhận được